# Yên Bình (xã), Yên Bình
Yên Bình là một xã thuộc huyện Yên Bình, tỉnh Yên Bái, Việt Nam.

## Địa lý
Xã Yên Bình nằm ở phía đông nam huyện Yên Bình, có vị trí địa lý:
- Phía đông giáp tỉnh Tuyên Quang
- Phía tây giáp xã Vĩnh Kiên
- Phía nam giáp tỉnh Tuyên Quang và thị trấn Thác Bà
- Phía bắc giáp xã Bạch Hà.

Xã Yên Bình có diện tích 9,80 km², dân số năm 2019 là 3.771 người, mật độ dân số đạt 385 người/km².

## Lịch sử
Trước đây, xã Yên Bình là một phần của xã Vĩnh Kiên thuộc huyện Yên Bình.
Ngày 16 tháng 2 năm 1967, Bộ trưởng Bộ Nội vụ ra Quyết định số 51-NV về việc chia xã Vĩnh Kiên thành hai xã Vĩnh Kiên và Yên Bình.
Xã Yên Bình gồm có các hợp tác xã Cây Thị, hợp tác xã Bông và thôn Linh Môn.